# Neurolyga bifida
Neurolyga bifida är en tvåvingeart som först beskrevs av Edwards 1938.  Neurolyga bifida ingår i släktet Neurolyga och familjen gallmyggor. Arten är reproducerande i Sverige. Inga underarter finns listade i Catalogue of Life.